# Bourbonfat
Bourbonfat är ekfat som har använts vid framställning av bourbon. Bourbonfat används bland annat för att lagra och ge ytterligare smak till whisky. Faten bränns då först på insidan för att frigöra smakämnen som sötma ur träet (vanilj). Bourbunfat påverkar inte färgen på samma sätt som till exempel sherryfat.
De flesta bourbonfat kommer från USA, eftersom amerikansk lag inte tillåter att bourbonfat återanvänds. Det finns därför en stor marknad för dessa fat i andra, främst whiskyproducerande, länder.  